# オラン・アスリ

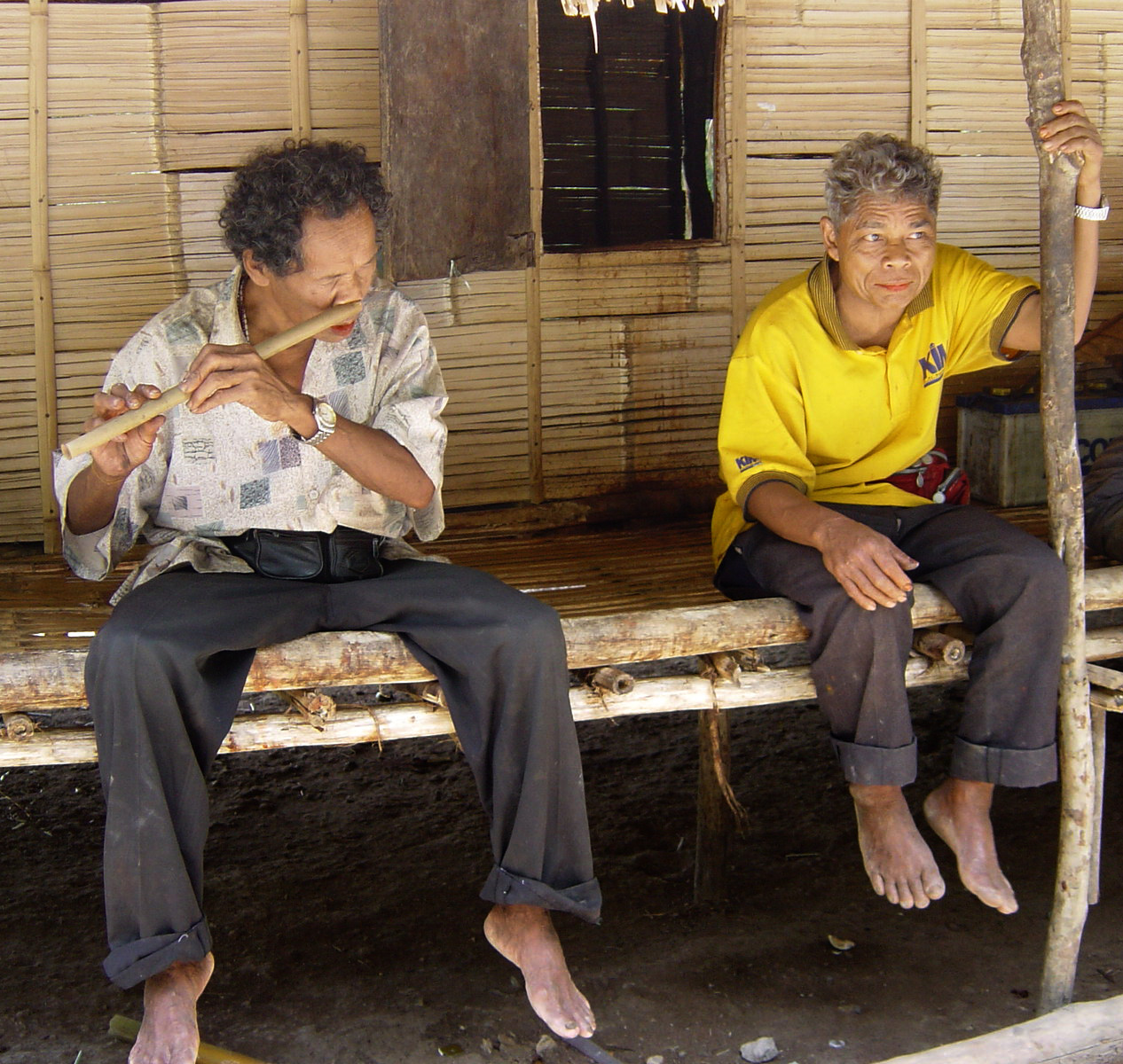
鼻笛を吹くオラン・アスリ

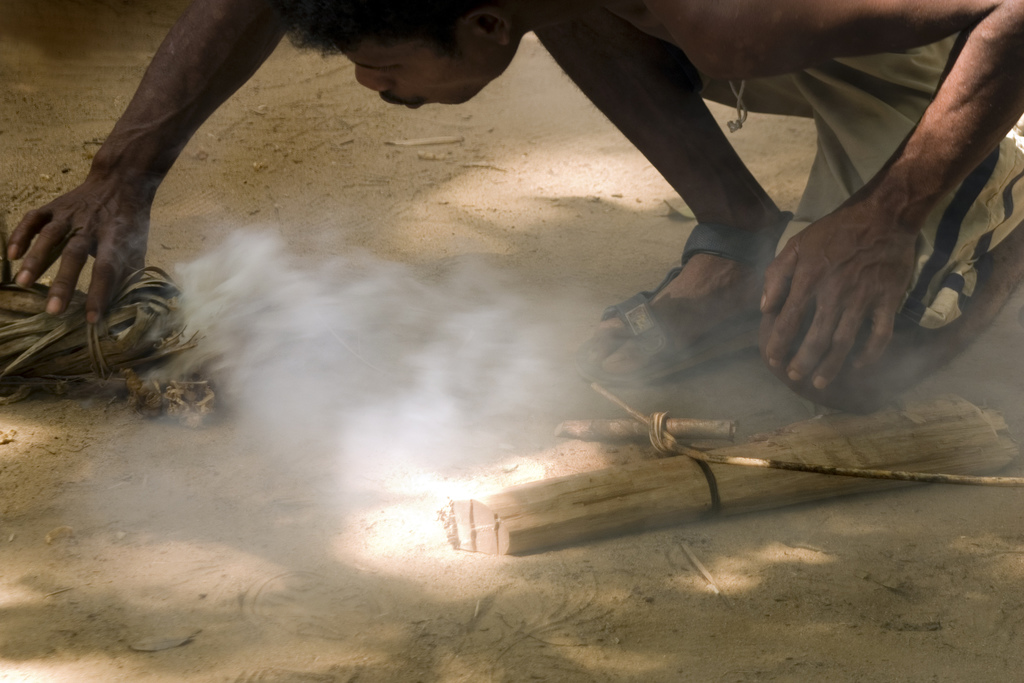
伝統的な火おこしの様子

オラン・アスリ (Orang Asli) は、マレー半島の先住少数民族の総称である。18の民族からなり、17の民族はマレーシア（約9万人）に、ひとつの民族はインドネシアに主な居住地区を持ち、身分制による階級社会が残存している。最近の遺伝子研究では、彼らは44,000年前から63,000年前にアフリカからやってきた最初の移民の子孫であるということが確認されている。オラン・アスリは1966年にマレーシア政府によって公認された。「オラン」はマレー語で「人」、「アスリ」は「本来の、元来の」を意味する語である。

## 区分
マレーシアではオラン・アスリを言語・生業・行政区分による慣習によって伝統的に3つの民族範疇に分類している。
- セマン
- セノイ
- プロトマレー

## 言語
言語はマレー半島中部・北部の民族は、マレー語系（オーストロネシア語族）に属さないオーストロアジア語族モン・クメール語派のアスリ諸語を母語とする。

## 宗教
彼らは独自の民族宗教を持っており、イスラムに改宗した民族は一つに過ぎない。1980年以降、マレーシア政府によるイスラム化が進められているが、改宗に応じるものと、反発するものがいる。現在は彼らの居住地区では、イスラム以外の伝導・布教活動は禁止されている。このイスラム化は、マレー人との融和政策のために行なっているとするのが、マレーシア政府見解である。
一般的にマレー人と結婚する際、新郎あるいは新婦のどちらかが非イスラム教徒であれば、イスラム教徒となった上で新たにイスラム風の名前を名乗る必要があるが、一般的に中華系民族はイスラム教徒化を忌避するため、マレー系民族と結婚することは稀である。だが、オラン・アスリは、マレー系民族を優遇する政策（ブミプトラ政策）において優遇対象となる民族の一つではあるものの、マレー人の定義である「イスラム教徒であること」が免除されるため、中華系民族と結婚し、家族関係になることもある。実際、中華系民族とオラン・アスリとの混血は珍しくはない。